# Ali Aga
Ali Aga is een bestuurslaag in het regentschap Padang Lawas van de provincie Noord-Sumatra, Indonesië. Ali Aga telt 1561 inwoners (volkstelling 2010).